# Gyűgy
Gyűgy (más néven Dudinc, szlovákul: Dudince) kisváros Szlovákiában, a Besztercebányai kerületben, a Korponai járásban.

## Fekvése
Korponától 27 km-re délnyugatra, Ipolyságtól 15 km-re északnyugatra, a Selmec partján fekszik. Mere tartozik hozzá.

## Élővilága
A faluban egy gólyafészket tartanak nyilván. 2023-ban 2, 2024-ben 3 fiókát számoltak össze.

## Története

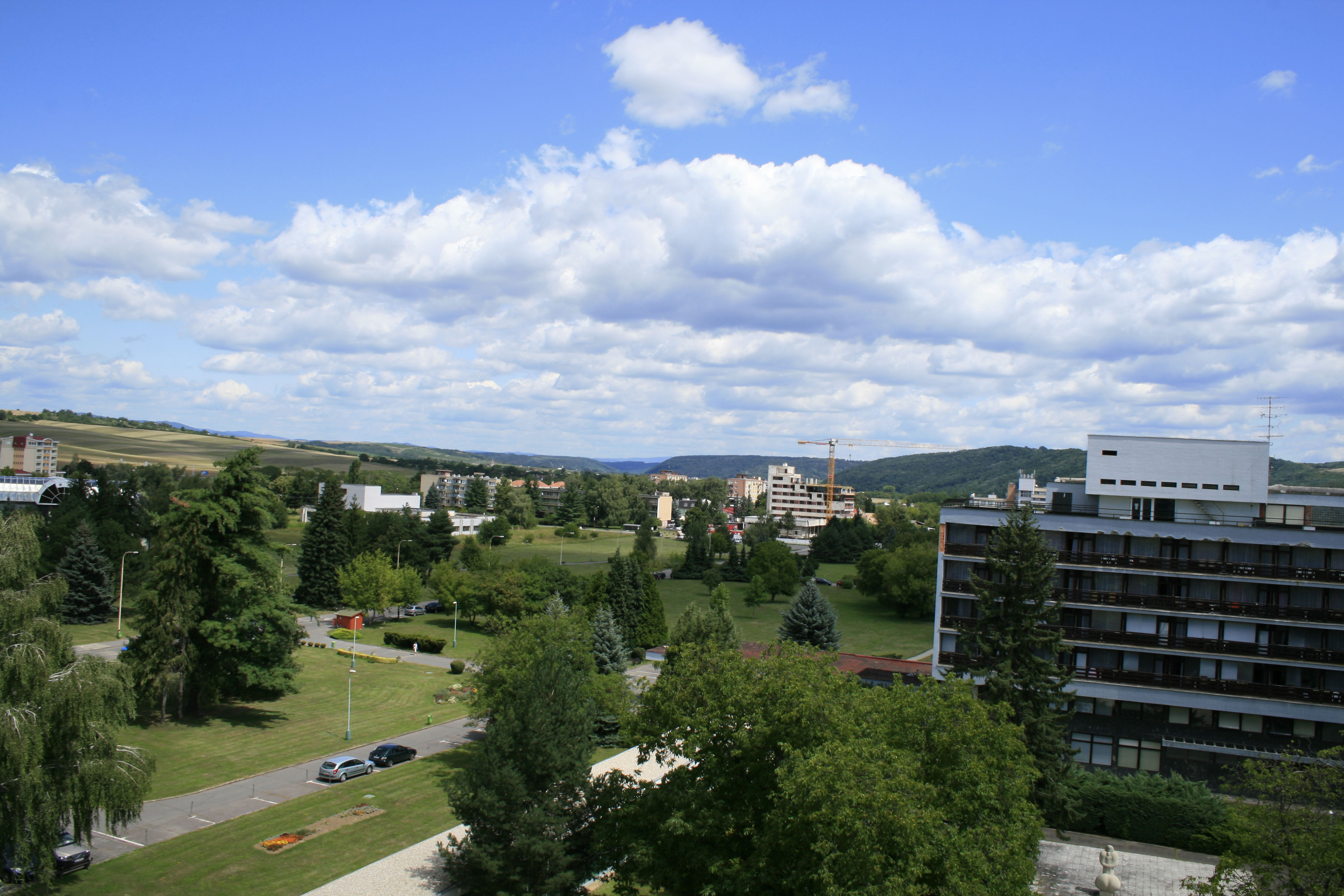
A gyógyfürdő

A falu gyógyforrásait már a kőkorszak embere is ismerte és használta. Ősidők óta használták azt a 22 kis kezdetleges medencét, amelyet a helyiek a rómaiaknak tulajdonítanak. A szlovák néphagyomány szerint Dudinka tündér gyógyította itt a nagy római hadvezér, Aquilia fiát és megígérte, hogyha béke lesz a környéken, az erdők mélyén termőföldeket varázsol és szőlőt telepít. Azt, hogy a közeli erődökben állomásozó római katonák valóban használták-e a fürdőt, nem lehet bizonyítani.
1284-ben "Dyud" alakban említik először, ekkor helyi nemesek birtokolták. A település régi birtokosa a Földváry család volt, a 18. században a Szulyovszky család, majd a Zmeskall és az Oberndorf családok következtek a főbb tulajdonosok között. 1828-ban a település 19 házát 112-en lakták.
30 °C-os szénsavas, kénes, alkalikus vize reuma kezelésére használatos, első tudományos leírása Wernher György balneológus 1549-ben írt feljegyzésében olvasható. 1777-ben Crantz professzor ír az itteni savanyúvízről és termálfürdőről, majd később több neves szakember műveiben is szerepel Gyűgy. Az első szabadfürdőt és ivócsarnokot 1909-ben az akkori birtokos, Oberndorf gróf építtette. A kénes ásványvizet 1909 és 1924 között palackozták és külföldre is szállították. 1966-tól gyógyfürdőjét jelentős üdülőközponttá építették ki, ennek köszönhetően Szlovákia egyik legkedveltebb üdülőtelepülése lett. Vizét főként reumatikus betegségek gyógyítására használják.
Vályi András szerint "GYÜGY. Gyügynitze. Elegyes magyar, és tót falu Hont Vármegyében, földes Ura Földvári Uraság, lakosai evangyelikusok, fekszik Egeghez 1/2, Házas Maróthoz 3/4 órányira, malma Selmetz vizén épűlt, az útsza közepén savanyú forrás vize van, a’ falu végén Vendég fogadója, határja közép termékenységű, fája elég van, szőlö hegye meglehetős, hutája hasznos, második Osztálybéli."
Fényes Elek szerint "Gyügy, (Dudincz), magyar-tót falu, Honth vmegyében, Ipoly-Sághoz éjszakra 2 mfld: 76 kath., 45 evang. lak. Van itt egy savanyuviz-forrás, és több kénköves források, t. i. egy halom tövében 3, a mellette lévő réten ismét 3. A kifolyások kis tavakat képeznek s kender-áztatásra használtatnak; némellyek a rheumatika, és köszvény betegségek ellen is jónak tartják. F. u. többen."
A trianoni békeszerződésig Hont vármegye Ipolysági járásához tartozott.
1989 óta város.

## Népessége
| Év:            | 1994. | 2004.   | 2014.   | 2024.   |
| -------------- | ----- | ------- | ------- | ------- |
| Emberek száma: | 1591  | 1521    | 1444    | 1362    |
| Eltérés:       |       | -4,39 % | -5,06 % | -5,67 % |

| Év:            | 2023. | 2024.   |
| -------------- | ----- | ------- |
| Emberek száma: | 1376  | 1362    |
| Eltérés:       |       | -1,01 % |

1880-ban 141 lakosából 26 magyar és 99 szlovák anyanyelvű volt.
Mere 169 lakosából 37 magyar és 120 szlovák anyanyelvű volt.
1890-ben 143 lakosából 44 magyar és 94 szlovák anyanyelvű volt.
Mere 178 lakosából 50 magyar és 121 szlovák anyanyelvű volt.
1900-ban 134 lakosából 49 magyar és 78 szlovák anyanyelvű volt.
Mere 147 lakosából 52 magyar és 92 szlovák anyanyelvű volt.
1910-ben 140 lakosából 75 magyar és 65 szlovák anyanyelvű volt.
Mere 166 lakosából 91 magyar és 71 szlovák anyanyelvű volt.
1921-ben 161 lakosából 16 magyar és 142 csehszlovák volt.
Mere 158 lakosából 15 magyar és 140 szlovák anyanyelvű volt.
1930-ban 190 lakosából 57 magyar és 120 csehszlovák volt.
Mere 163 lakosából 23 magyar és 138 szlovák anyanyelvű volt.
1991-ben 1530 lakosából 56 magyar és 1454 szlovák volt.
2001-ben 1500 lakosából 53 magyar és 1435 szlovák.
2011-ben 1475 lakosából 1314 szlovák és 42 magyar.
2021-ben 1380 lakosából 42 (+9) magyar, 1278 (+15) szlovák, 2 (+3) ruszin, 25 (+6) egyéb és 33 ismeretlen nemzetiségű volt.

## Nevezetességei
- A fürdő közelében a magas kalcium tartalmú hőforrásoknak köszönhetően mésztufa alakzatok képződtek. Ezek közül a legjelentősebbek a 6 m magas Fürdőforrás-domb, a félgömb alakú Tatárforrás, a 2 m magas Csipkerózsika forrás és a Szemforrás. Több domb egyesülésével keletkezett az egy méter magas Római fürdő néven ismert mésztufaterasz. A Selmec patak partján egy további mésztufaterasz is található.
- Késő klasszicista kastélya 1867-ben épült, később átépítették.

## További képek

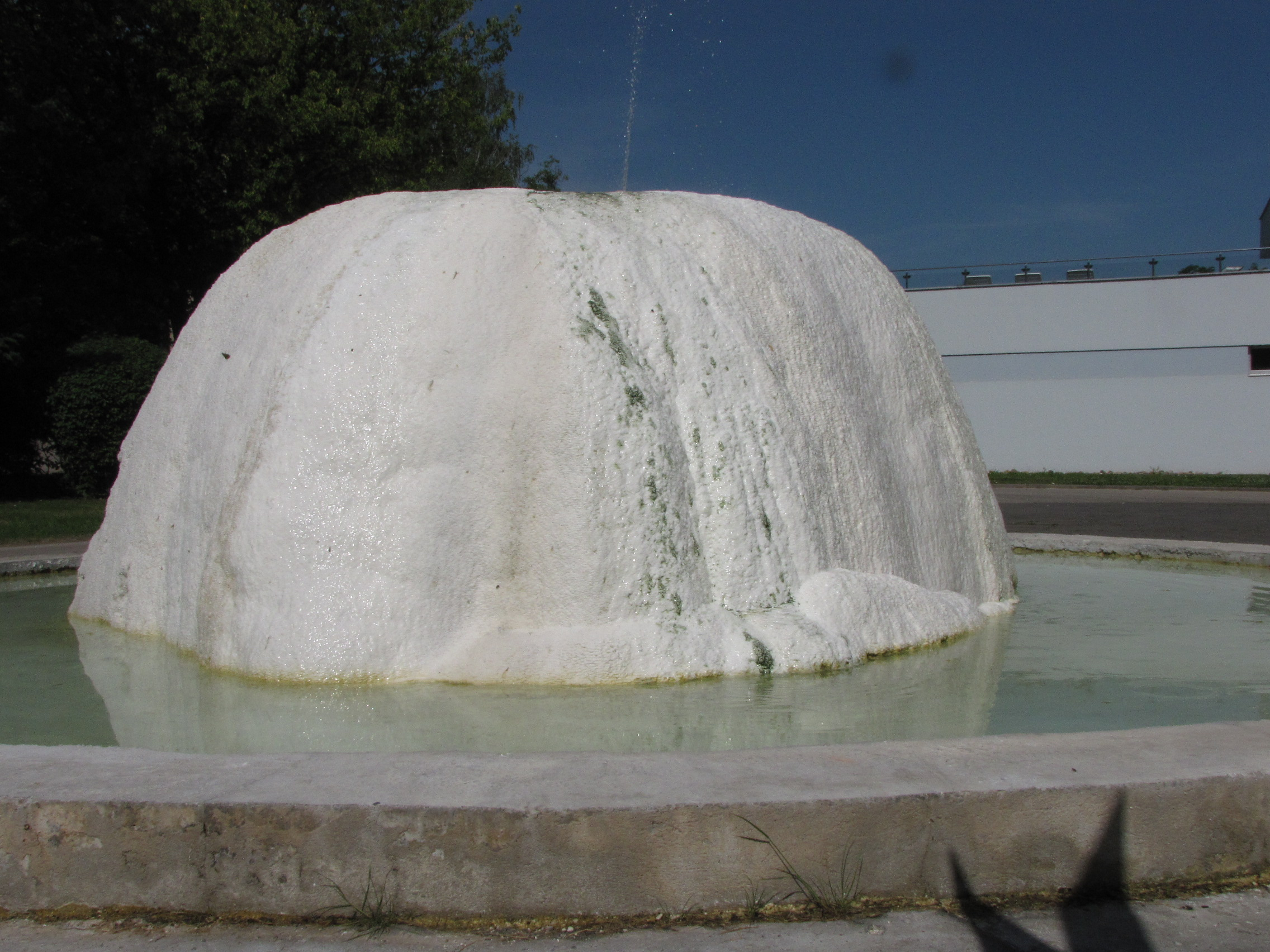
Forrás kúp
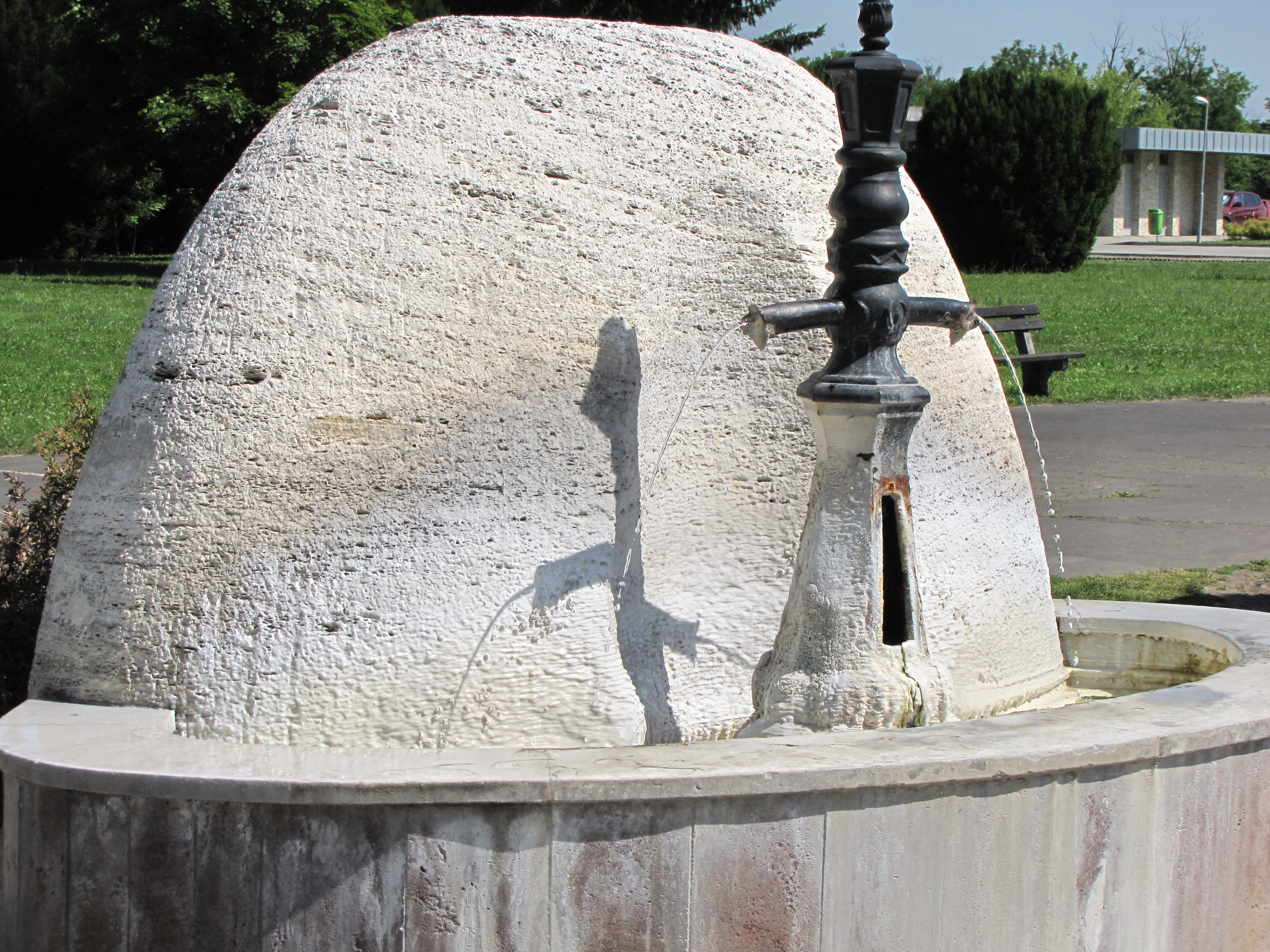
Gyógyvíz ivókút
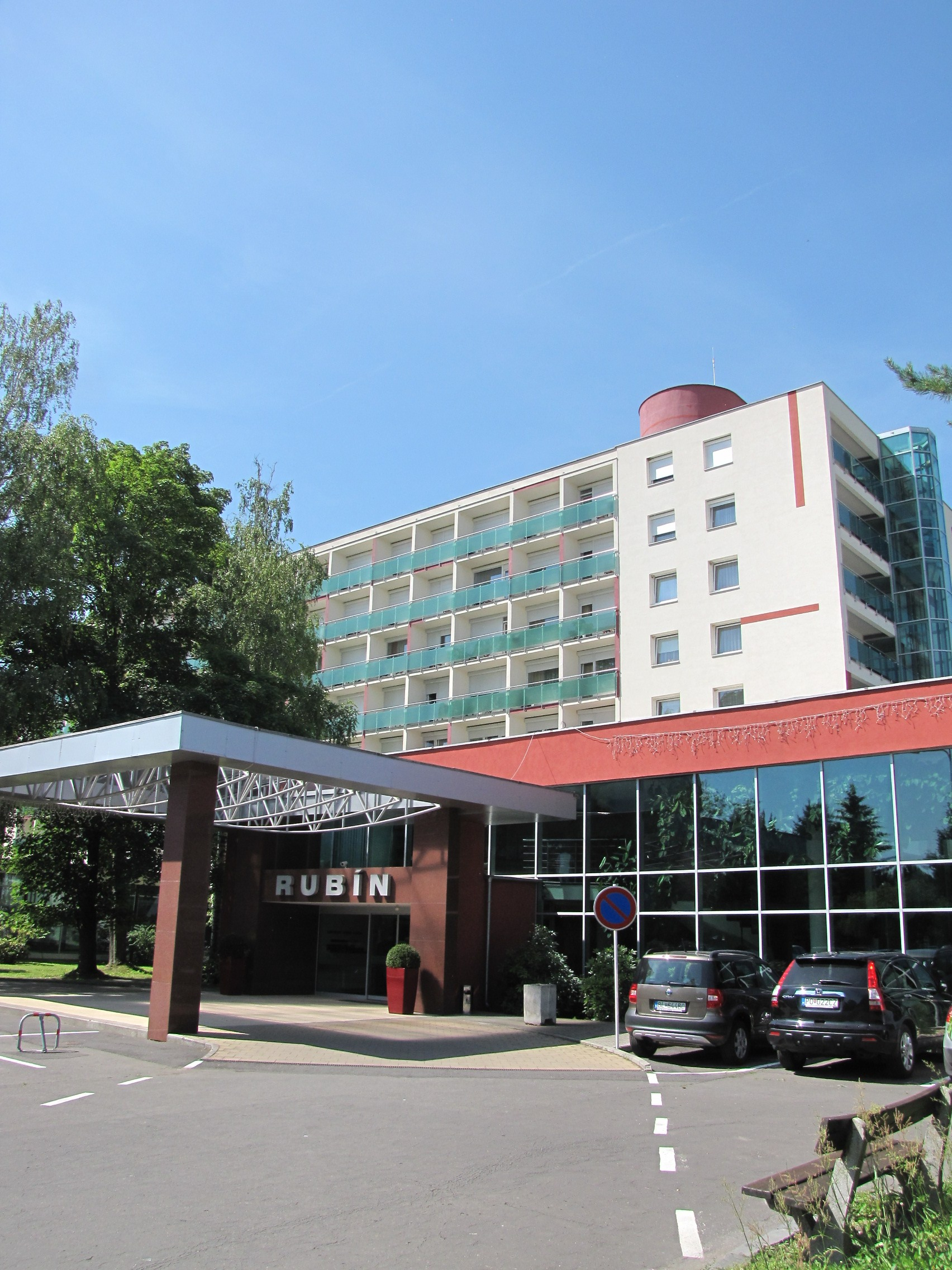
Hotel Rubin
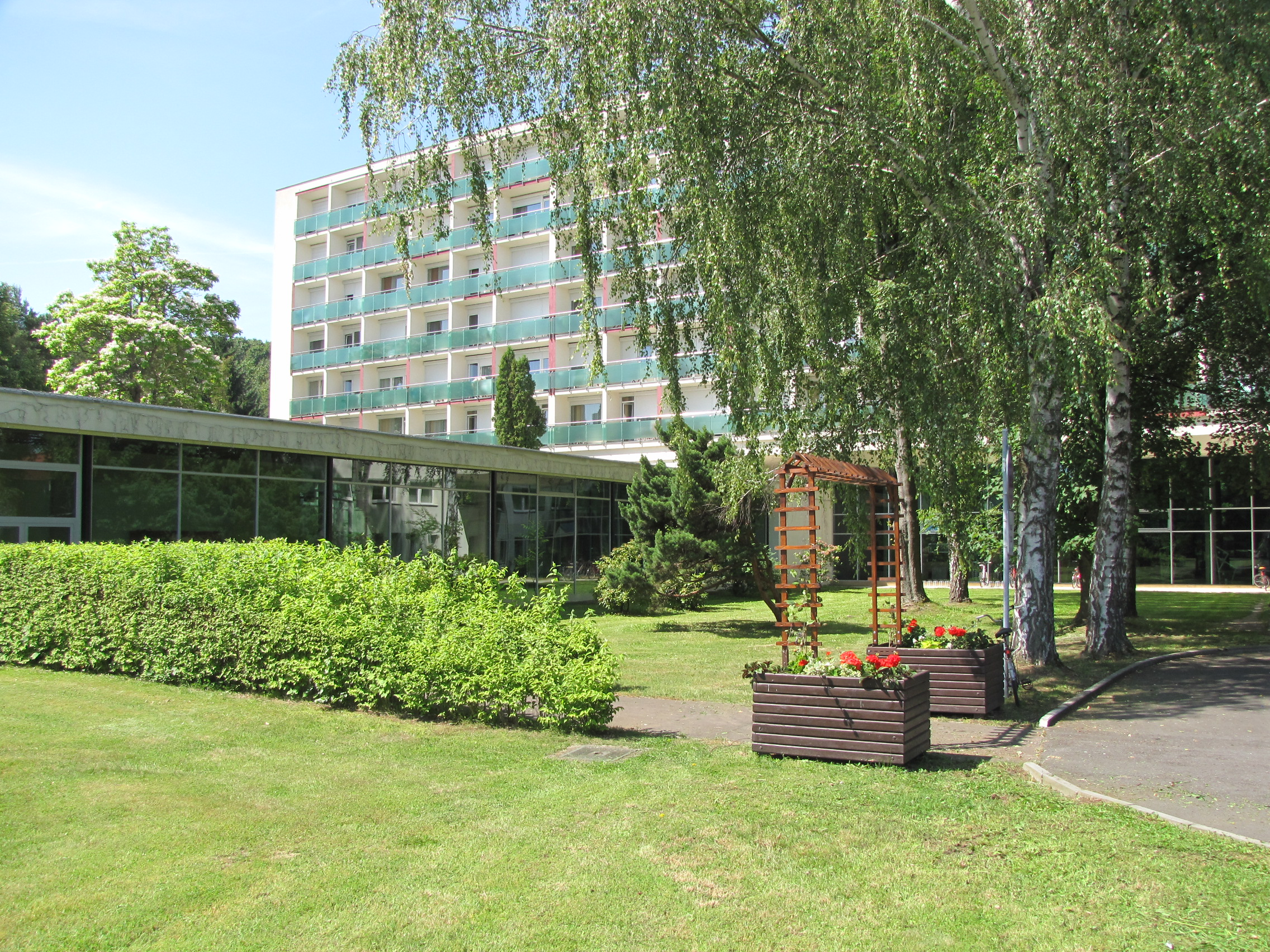
Hotel Rubin
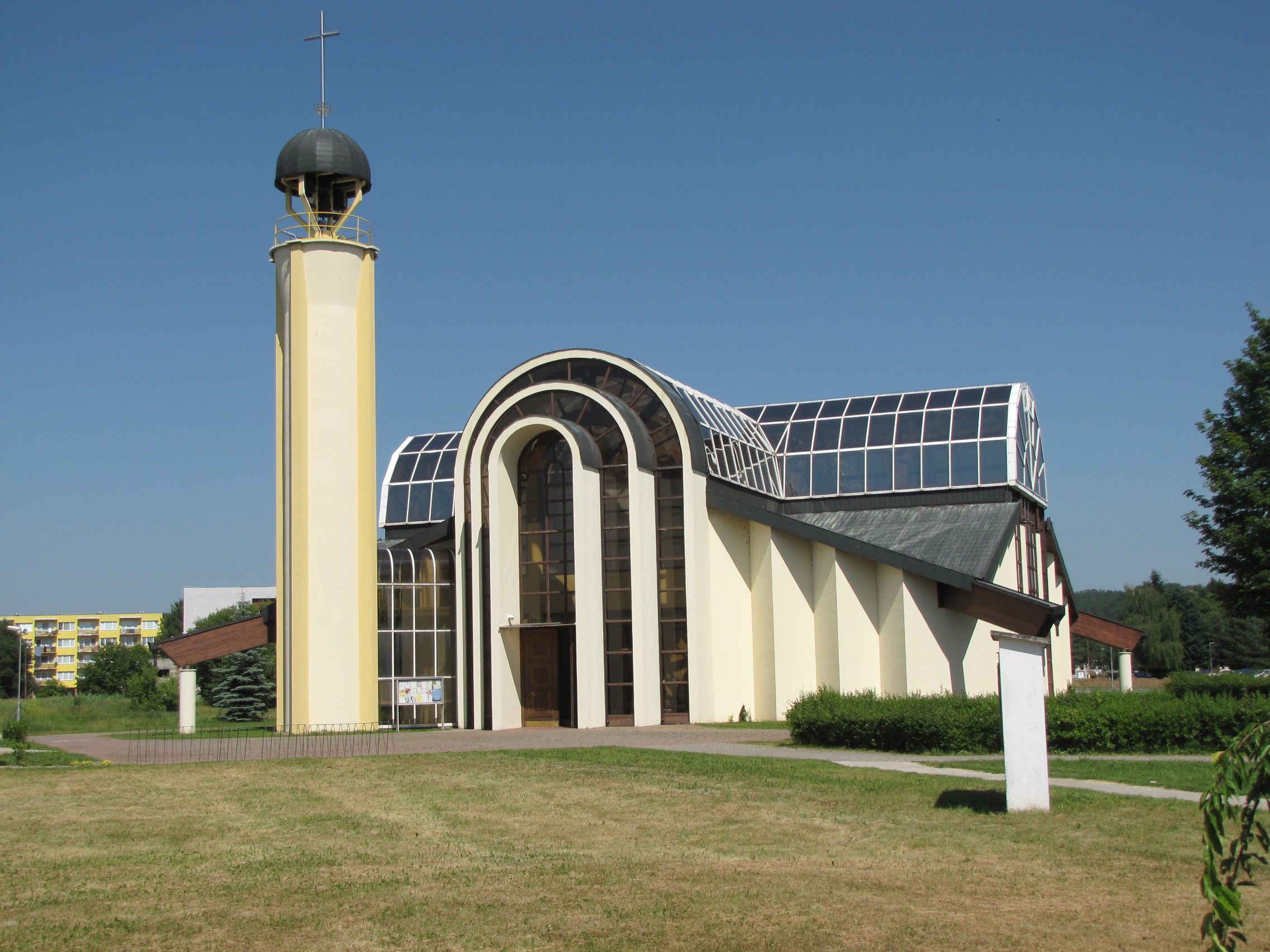
Szűz Mária templom
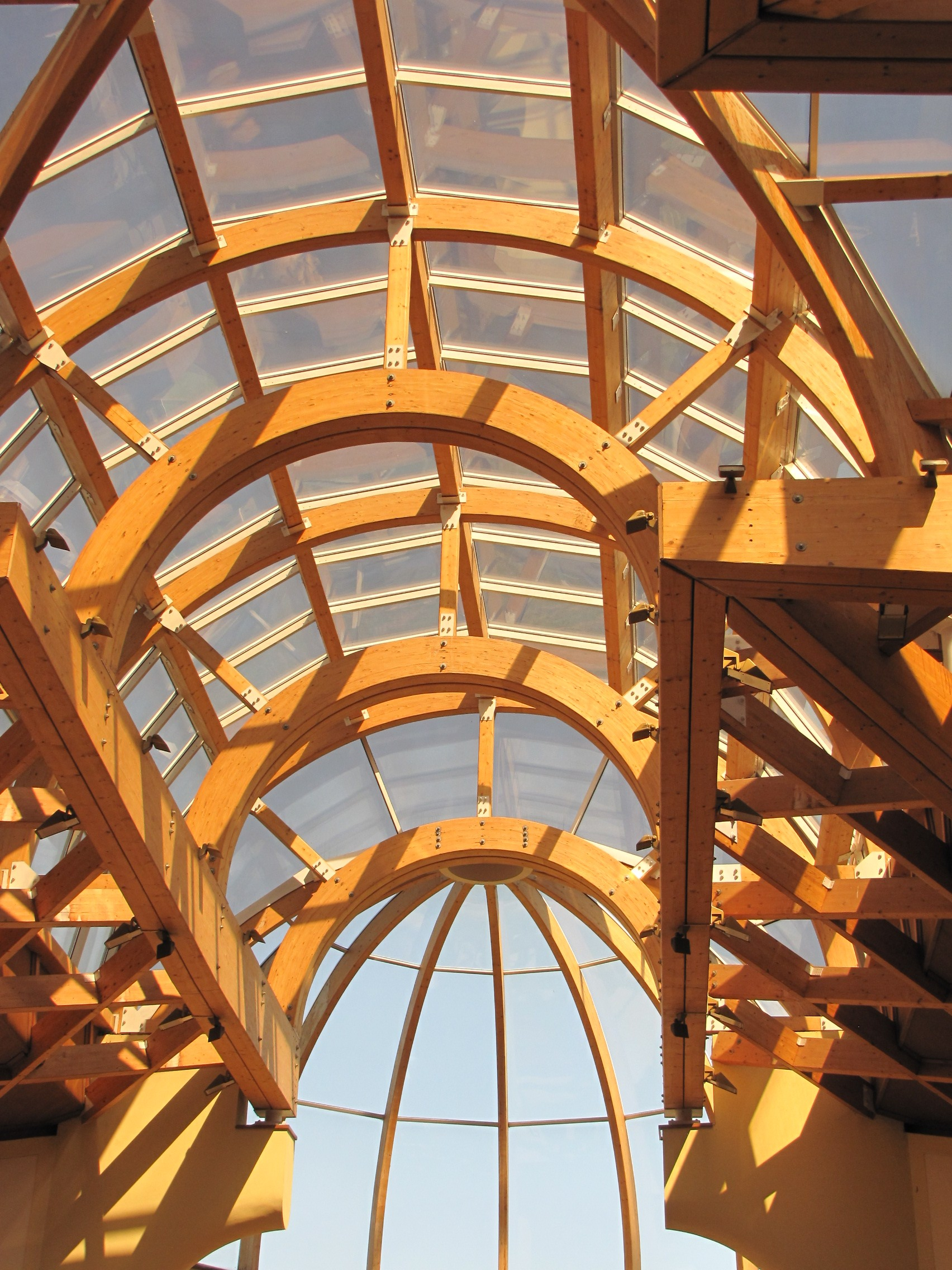
Szűz Mária templom
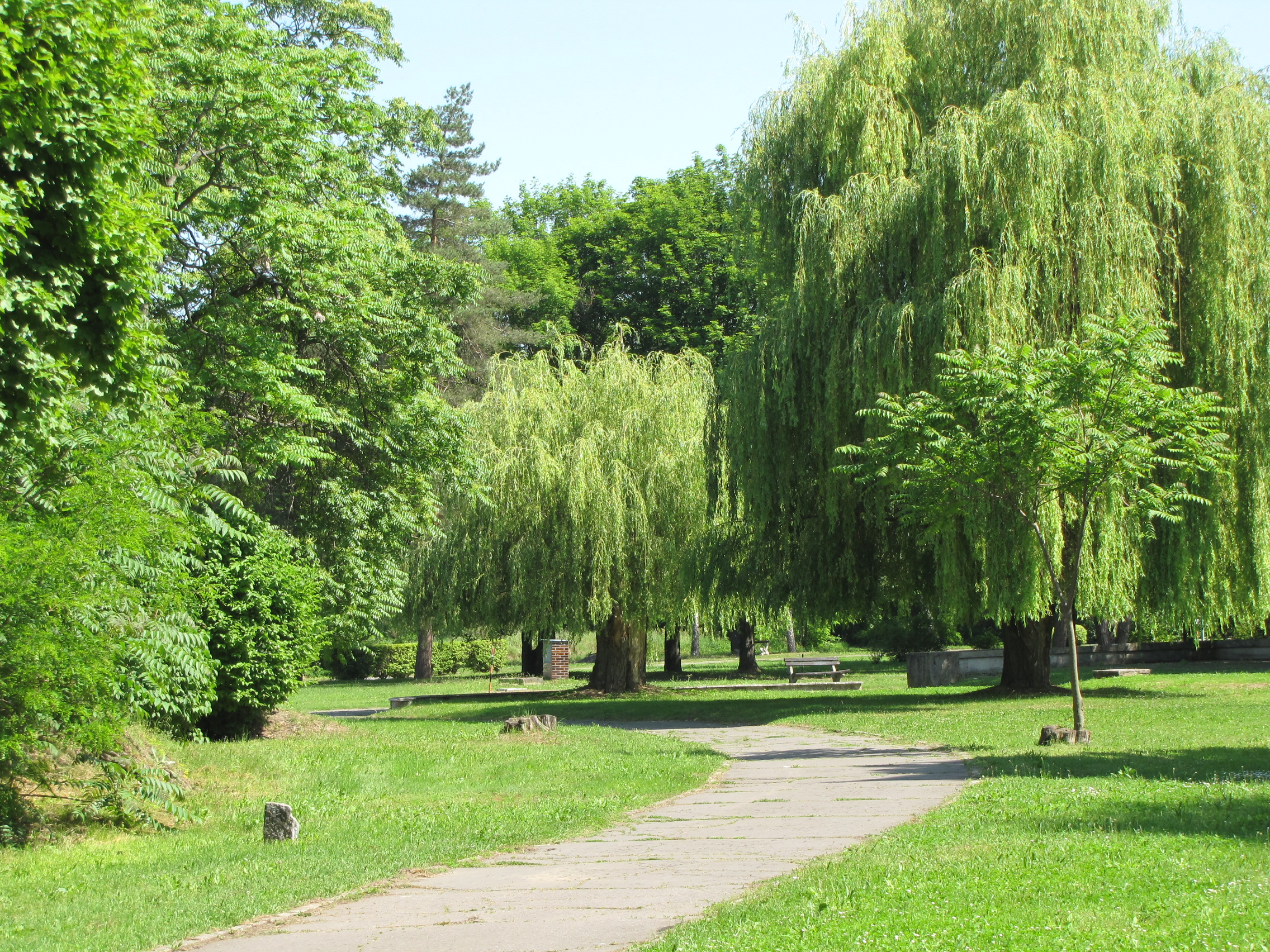
Parkrészlet